# Anabolia taibaishanica
Anabolia taibaishanica là một loài Trichoptera trong họ Limnephilidae. Chúng phân bố ở miền Cổ bắc.